# Abutilon densivillosum
Abutilon densivillosum là một loài thực vật có hoa trong họ Cẩm quỳ. Loài này được Mattei mô tả khoa học đầu tiên năm 1915.